# Reaching Fourth
Reaching Fourth es el segundo álbum de estudio de McCoy Tyner, publicado en 1963 por la discográfica Impulse!. Cuenta con las interpretaciones de Tyner junto con Henry Grimes y Roy Haynes.

## Recepción
Scott Yanow en la reseña de AllMusic declara que "aun siendo no igualmente intenso como el trabajo con el cuarteto de John Coltrane, es en aspectos generales memorable y todavía suena bastante viable 35 años después".

## Lista de temas
1. "Reaching Fourth" (Tyner) - 4:21
2. "Goodbye" (Jenkins) - 5:46
3. "Theme for Ernie" (Fred Lacey) - 6:00
4. "Blues Back" (Tyner) - 6:54
5. "Old Devil Moon" [Del musical Finian's Rainbow] (Harburg, Lane) - 7:27
6. "Have You Met Miss Jones?" [Del musical I'd Rather Be Right] (Hart, Rodgers) - 3:47

## Personal
- McCoy Tyner - piano
- Henry Grimes - bajo
- Roy Haynes - batería